# سید شفیع قزوینی صدرالممالک
سیدشفیع قزوینی ملقب به صدرالممالک سیاست‌مدار ایرانی بود، که در  دوره سوم به‌عنوان نماینده شهرکرد در مجلس شورای ملی حضور داشت.